# 蒂姆·福赛思
蒂姆·福赛思（英語：Tim Forsyth，1973年8月17日—），澳大利亚男子田径运动员。他曾代表澳大利亚参加1992年、1996年和2000年夏季奥林匹克运动会田径比赛，其中1992年奥运会获得一枚铜牌。